# Menjant raïms
Menjant raïms es un quadre realitzat amb pintura a l'oli el 1898 pel pintor valencià Joaquim Sorolla i Bastida.

## Descripció
Es tracta d'una obra que va pertànyer al doctor Simarro, però que va ser adquirida, per un preu de 5000 pessetes, per Clotilde García a l'exposició celebrada a l'Ateneo de Madrid el 1922. Representa el bust d'un nen de front; el seu cap està cobert amb un barret de palla d'ala ampla i vesteix una camisa de color salmó. A la mà dreta sosté un carràs de raïm mentre que amb la mà esquerra introdueix diversos raïms en la seva boca.